# Cabañas de Borchgrevink

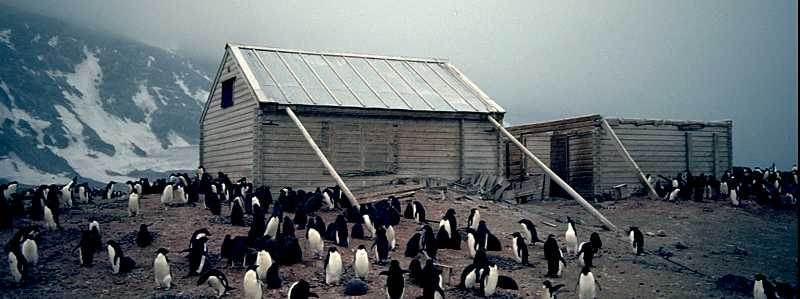
Cabañas de Borchgrevink.

Las cabañas de Borchgrevink (en inglés: Borchgrevink's huts) son dos edificios situados en la costa del cabo Adare de la Tierra de Victoria en la Antártida. Fueron erigidas en febrero de 1899 por la Expedición Southern Cross (también conocida como Expedición Antártica Británica de 1898–1900), dirigida por el noruego Carsten Borchgrevink. Una tercera cabaña ubicada en el sitio fue construida en febrero de 1911 por los miembros del grupo norte de la Expedición Terra Nova dirigida por Robert Falcon Scott, pero se ha desmoronado en su casi totalidad, quedando en pie solamente la galería. 

## Cabañas de Borchgrevink
En enero de 1895 los exploradores noruegos Henrik Johan Bull y Carsten Borchgrevink, del barco Antarctic, desembarcaron en el cabo Adare, lo cual fue el primer desembarco documentado en el continente antártico. Ellos recogieron especímenes geológicos allí. 
Borchgrevink retornó al cabo Adare liderando su propia expedición en 1899 en el barco Southern Cross. Alcanzó el cabo Adare el 17 de febrero de 1899, y erigió dos cabañas en medio de una colonia de pingüinos, las cuales fueron las primeras estructuras construidas en la Antártida. Fueron inauguradas el 2 de marzo de 1899. Se llamó Campamento de Ridley en honor a la madre de Borchgrevink. Las cabañas fueron prefabricadas con pinos de la fábrica noruega Strømmen Trævarefabrikk, son una cabaña de madera de 5 x 5 metros como refugio, un cobertizo de almacenamiento, y a 200 metros una tienda de campaña que fue utilizada como un observatorio meteorológico. El 2 de marzo de 1899 el barco partió para Nueva Zelanda para pasar allí el invierno, dejando en tierra un equipo formado por 10 hombres, sus provisiones y 70 perros. Estos fueron los primeros perros llevados a la Antártida, del mismo modo, la expedición fue pionera en el uso allí del hornillo Primus, inventado en Suecia seis años antes. Los perros y los hornillos Primus fueron dos cosas que ya no faltaron en ninguna expedición antártica de la Edad Heroica. 
Los miembros de la expedición invernaron allí. Este fue el primer equipo expedicionario que pasó el invierno en el continente antártico. El zoólogo Nicolai Hanson murió durante la invernada y fue enterrado en el cabo Adare, lo cual fue el primer funeral en el continente. La tumba fue hecha en roca que fue dinamitada. La mayoría de los perros esquimales que tenían murió allí, ya sea por enfermedades, o tal vez porque sirvieron como alimentación de los expedicionarios.
Cuando terminó el invierno y se hizo posible viajar en trineo, Borchgrevink comprobó que la hipótesis sobre la existencia de una ruta fácil hacia el interior resultó falsa, las cordilleras y los glaciares que había en las proximidades del cabo Adare impedían cualquier viaje hacia el interior, la exploración quedó restringida a la zona inmediata alrededor del cabo. Sin embargo, los objetivos básicos de Borchgrevink, que eran los de invernar en el continente y realizar observaciones científicas, se habían logrado. Cuando el Southern Cross regresó a finales de enero de 1900, Borchgrevink decidió abandonar el campamento, aunque aun tenían suficiente combustible y provisiones para haber pasado allí un año más. Fue evacuado el 2 de febrero de 1900.

## Cabaña de la Expedición Terra Nova
El programa del equipo norte de la Expedición Terra Nova de Robert Scott comprendía una exploración y una serie de trabajos científicos en la península de Eduardo VII, al este de la barrera de hielo de Ross. Estaba dirigido por Victor Campbell, quien estaba acompañado de Raymond Priestley, George Murray Levick, George P. Abbott, Harry Dickason y Frank V. Browning. La misión fue modificada y se dirigió a la bahía Robertson, cerca del cabo Adare, donde en febrero de 1911 construyeron un refugio a poca distancia de las Cabañas de Borchgrevink. El equipo Norte pasó el invierno de 1911 en la cabaña, pero cuando llegó el verano su plan de exploración no se pudo completar totalmente debido al estado del hielo del mar, y en enero de 1912 fueron evacuados.

## Sitio protegido
Las tres cabañas y reliquias históricas afines en cabo Adare fueron designadas en 1972 Sitio y Monumento Histórico SMH 22: Cabañas de Borchgrevink a propuesta y gestión de Nueva Zelanda y el Reino Unido.
La tumba de Nicolai Hanson en el cabo Adare, compuesta de una cruz, una placa y una gran roca que marca la cabeza de la tumba, y esta misma está marcada por piedras de cuarzo blanco, fue designada Sitio y Monumento Histórico de la Antártida SMH 23: Tumba de Hanson bajo el Tratado Antártico.
En 1998 el sitio del cabo Adare fue designado ZEP 29. En 2002 pasó a denominarse Zona Antártica Especialmente Protegida ZAEP 159: Cabo Adare, Costa Borchgrevink.